# «Up to Now»
«Up to Now» — це автобіографія британського композитора, диригента та театрального режисера Мартіна Шоу (1875—1958). Він був опублікований Oxford University Press у 1929 році, коли Шоу було 53 роки. Його спогади охоплюють ранній період його життя, його сім'ю та виховання, його ранню кар'єру, працюючи з Гордоном Крейгом, Айседорою Дункан та Елен Террі, його шлюб і розвиток його роботи в церковній музиці, особливо його співпраці з Персі Дірмером і Ральфом Воганом Вільямсом. Книга містить багато анекдотів, в основному про друзів і колег Шоу в театральному та музичному світі, а також про інших видатних діячів, таких як британський державний діяч віконт Грей.